# Сьюзен Дуган
Сьюзен Дуган (англ. Susan Dougan; нар. 1954) — генерал-губернатор Сент-Вінсент і Гренадин з 1 серпня 2019 року. Перша жінка-генерал-губернатор Сент-Вінсенту та Гренадин.
Дама Ордену Британської імперії та Ордену Святого Михайла і Святого Георгія.